# Гарсия, Альфред
Альфред Гарсия Кастильо (исп. Alfred García Castillo; род. 14 марта 1997, Ал-Чао-да-Любрагат, Испания) — испанский певец. Он получил национальное признание, когда принял участие в девятом сезоне шоу «Operación triunfo», где он финишировал на четвёртом месте. Вместе с Амайей Ромеро представил Испанию на «Евровидении-2018» с песней «Tu Canción».

## Биография
Гарсия родился 14 марта 1997 года в Эль-Прат-де-Льобрегат, Каталония. Он начал формальное обучение вокалу и тромбону в возрасте семи лет. Гарсия Получил музыкальное образование в школе «Unió Filharmònica del Prat». Гарсия учится в области аудиовизуальной коммуникации, а также находится на третьем курсе высшего образования в области музыки и джаза и современной музыки в «Taller de Músics», музыкальной школе в Барселоне

## Дискография

### Альбомы
| Название             | Год  |
| -------------------- | ---- |
| Beginning            | 2012 |
| Inblack (Volume One) | 2016 |

### Синглы
| Название                       | Год  | Высшая позиция | Альбом            |
| Название                       | Год  | СПА            | Альбом            |
| ------------------------------ | ---- | -------------- | ----------------- |
| «She Looks So Beautiful»       | 2015 | —              | Non-album singles |
| «Tu Canción» (с Амайей Ромеро) | 2018 | 3              | Non-album singles |
| «Que nos sigan las luces»      | 2018 | 19             | Non-album singles |